# سیلکا
سیلکا (انگلیسی: Silca) شرکت معدن و فلزات ایتالیایی است، که در سال ۱۹۷۴ تأسیس شد.